# 一銭硬貨
一銭硬貨（いっせんこうか）は、かつて日本で発行された硬貨の額面の一つ。額面である1銭は1円の100分の1に当たる。発行されたものとしては、竜一銭銅貨・稲一銭青銅貨・桐一銭青銅貨・カラス一銭黄銅貨・カラス一銭アルミ貨・富士一銭アルミ貨・一銭錫貨の7種類が存在する。1円未満であるため1953年（昭和28年）の小額通貨整理法によりいずれも通用停止となっており、現在は法定通貨としての効力を有さない。

## 竜一銭銅貨
- 品位：銅98%、錫1%、亜鉛1%
- 量目：7.128g
- 直径：27.878mm

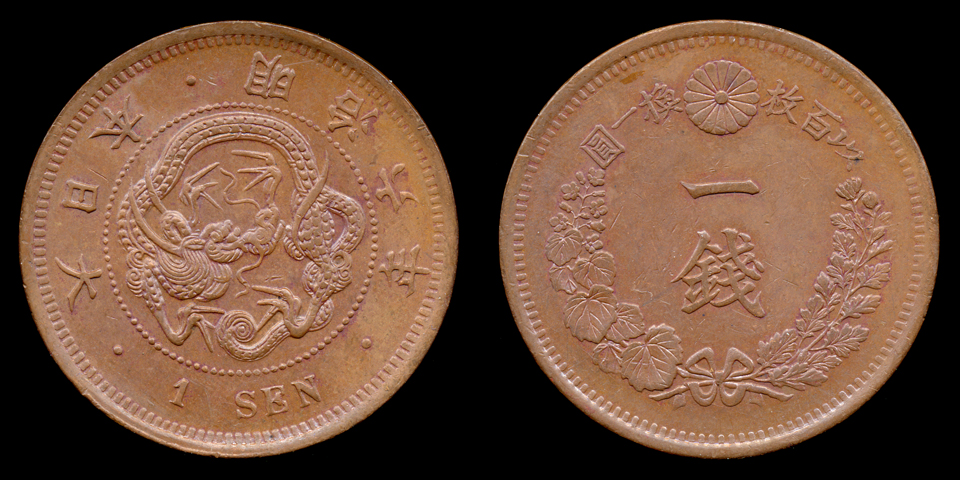
竜一銭銅貨

- 図柄：竜図（吽竜）、年号、「大日本」、「1SEN」（表面）、「一錢」、菊花紋章、菊枝と桐枝、「以百枚換一圓」（裏面）
- 周囲：平滑
- 発行開始：1873年（明治6年）

新貨条例により発行された貨幣の一つ。1871年（明治4年）の新貨条例の施行当時は、金貨・銀貨の製造は開始されたものの、銅貨製造所は完成していなかったため、制定当初のデザインの一銭銅貨は少量試作されただけで流通用として製造・発行されることはなく、1873年（明治6年）にデザインを改正した一銭銅貨が発行された。竜図は元首の象徴とされたことから貨幣の図柄に採用され、金貨・銀貨には阿竜が採用されたのに対し、銅貨には口を結んだ吽竜が採用された。その竜図は、明治10年銘の前期までの「角ウロコ」と、明治10年銘の後期以降の「波ウロコ」に分けられる。また裏面上部に「以百枚換一圓」と円との比率を表す文字が書かれているのが特徴的であり、これは18世紀のアメリカの初期1セントのエッジに刻印されている「ONE HUNDRED FOR DOLLAR」に倣ったものである。また国際化時代に即応するよう、表面に「1SEN」とアラビア数字とローマ字による額面金額が入っている。同じ新貨条例の二銭銅貨・半銭銅貨とは同様のデザインであり、量目も比例関係にある。
明治6年銘から明治21年銘まで、明治11年銘・明治12年銘を除き全て存在するが、明治11年銘・明治12年銘が存在しないのは、1878年（明治11年）・1879年（明治12年）には明治10年銘で製造されたからである。また明治14年銘には「大四」という手替わりが存在し、これは存在数が少なく古銭的価値が高めであり、数千円から数万円の値がつくことがある。十分な量の銅貨が発行され、製造を制限する必要が生じたことから、1888年（明治21年）を最後に半銭銅貨と共に製造が打ち切られた。新貨条例による銅貨は他に二銭銅貨と一厘銅貨があったが、前者は直径が大きすぎ、後者は直径が小さすぎたため、流通に便利だった竜一銭銅貨・半銭銅貨より先の1884年（明治17年）に製造が打ち切られている。なお、明治25年銘がシカゴ博覧会用に2枚のみ製造されている。

## 稲一銭青銅貨
- 品位：銅95%、錫4%、亜鉛1%
- 量目：7.128g
- 直径：27.878mm

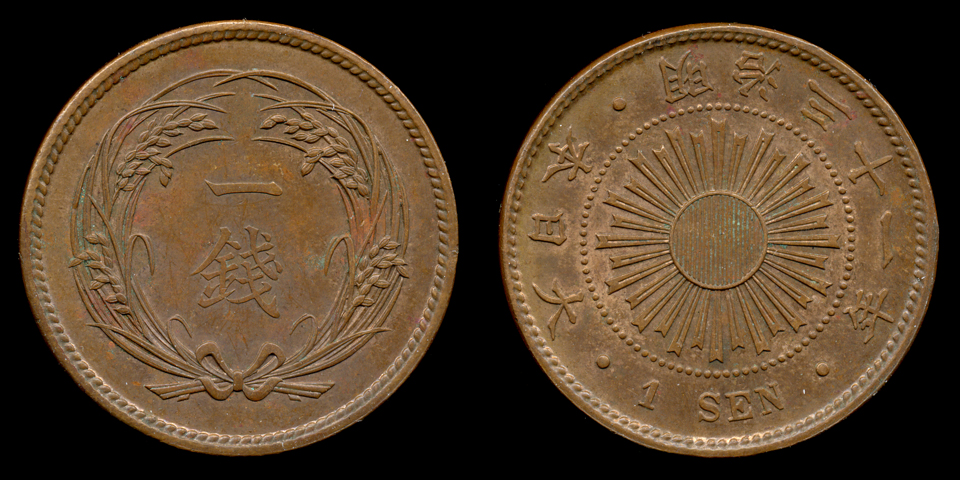
稲一銭青銅貨

- 図柄：「一錢」、稲穂（表面）、旭日、年号、「大日本」、「1SEN」（裏面）
- 周囲：平滑
- 発行開始：1898年（明治31年）

1897年（明治30年）に制定された貨幣法により発行された貨幣の一つ。材質は当時の世界の流れに合わせて銅98%の銅合金から銅95%の青銅に変更されている。当時竜を尊ぶのは清国の思想であるという意見が高まり、貨幣の図案から除こうという動きが出てきたため、竜図が廃され旭日に置き換えられている。戦前発行の硬貨としては珍しく、表裏のデザインに菊花紋章がない硬貨となっている。また「以百枚換一圓」の文字も廃されている。なお貨幣法ではこれとほぼ同様の図柄の貨幣として稲五銭白銅貨が発行されているが、旭光線のデザインは異なっている。また貨幣法による同時期の五厘青銅貨はこれとは異なるデザインで制定されており、量目も比例関係とされたが、試作のみに終わった。厳密に言えば後述のように、貨幣法制定当初の一銭青銅貨はこれとは別のものが制定されていたものの製造されず、1898年（明治31年）の改正によって制定されたのが稲一銭青銅貨である。
明治31～35年銘と、大正2～4年銘の、合計8種類の年銘が発行されたが、竜一銭銅貨や桐一銭青銅貨と比較すればやや希少価値は高めである。なおこの他に明治39・42・44年銘が存在するが、これらは流通用ではなく、製造枚数・現存枚数が非常に少ない。

## 桐一銭青銅貨
- 品位：銅95%、錫4%、亜鉛1%
- 量目：3.75g
- 直径：23.03mm

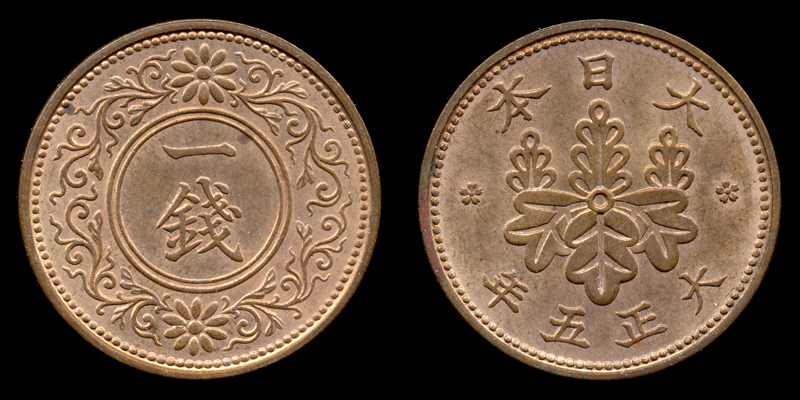
桐一銭青銅貨

- 図柄：菊、唐草、「一錢」（表面）、桐、桜、「大日本」、年号（裏面）
- 周囲：平滑
- 発行開始：1916年（大正5年）

1916年（大正5年）の貨幣法の改正により発行されたもので、青銅貨の地金価格が高くなりすぎていたことから、それまでの稲一銭青銅貨の規格を小型化し、同時に模様を改めたものである。図柄の中の菊は、16花弁の菊花紋章（十六葉八重表菊紋）ではなく、10花弁の菊の花の図柄が上下に2つあしらわれている。この貨幣からアラビア数字とローマ字の「1SEN」の文字は廃された。同時期の五厘青銅貨とは同じ模様であるが量目の比例関係は崩れている。
1938年（昭和13年）までの長年にわたり製造され、小型鳳凰五十銭銀貨と共に当時の日本国民にとってすっかり浸透した貨幣の一つとなっていた。大正5年銘から昭和13年銘までのうち、製造されなかった（存在しない）年銘は大正14・15年銘と昭和元・3年銘であり、それを除けば大正9種、昭和11種の計20種が存在するが、昭和4・5年銘は製造枚数が少なく貨幣収集用語で「特年」と呼ばれる。

## カラス一銭黄銅貨
- 品位：銅90%、亜鉛10%
- 量目：3.75g
- 直径：23.03mm

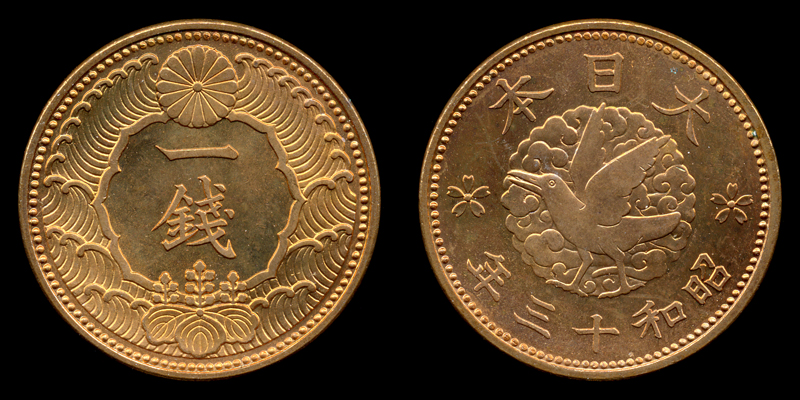
カラス一銭黄銅貨

- 図柄：菊花紋章、桐紋、海波、縦書きの「一錢」（表面）、八咫烏、桜、「大日本」、年号（裏面）
- 周囲：平滑
- 発行開始：1938年（昭和13年）

1937年（昭和12年）に勃発した日中戦争（支那事変）により、政府は軍需材料として重要な金属の確保に迫られ、その影響で1938年に制定された臨時通貨法により制定・発行されたもので、表裏のデザインは公募で集めた図案を組み合わせて作られたものである。この硬貨の素材は「黄銅」と称するが、現行の五円硬貨を含む戦後の黄銅貨とは異なり、亜鉛が10%と少なく、この組成は「トムバック黄銅」と呼ばれ、黄銅としては赤みが強い色合いとなっている。6月に製造が開始されたものの11月に製造中止となっており、およそ半年しか製造されなかったが、相当量が発行されたため、それほど希少性はない。

## カラス一銭アルミ貨
- 品位：純アルミニウム
- 量目：0.9g
- 直径：17.5mm

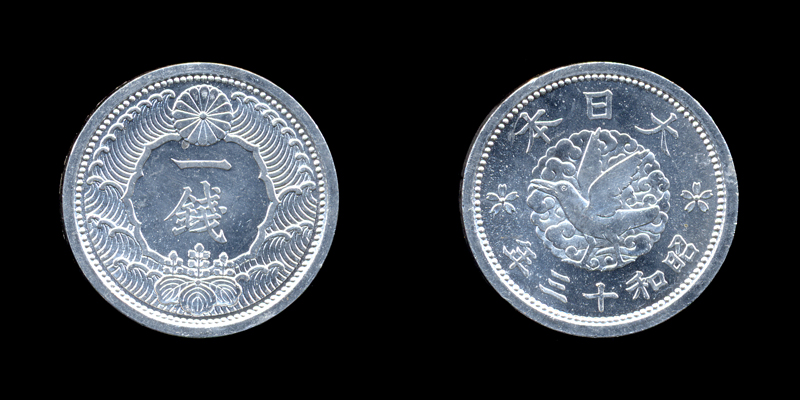
カラス一銭アルミ貨

- 図柄：菊花紋章、桐紋、海波、「一錢」（表面）、八咫烏、桜、「大日本」、年号（裏面）
- 周囲：平滑
- 発行開始：1938年（昭和13年）

戦争の長期化が濃厚になる中、銅についても軍需物資として重要な位置を占めることから、材料をアルミニウムに変更したもので、日本初のアルミニウム貨である。表裏のデザインは前のカラス一銭黄銅貨と同様のものをそのまま採用している。昭和13年銘の一銭硬貨については、桐一銭青銅貨からカラス一銭黄銅貨・カラス一銭アルミ貨と同年のうちに2回変更されたため、日本で同一額面・同一年銘で3種類の硬貨が発行された現在のところ唯一の例となっている。1940年（昭和15年）まで発行されたが、昭和14年銘については年号の「四」の字が2種類あり、「四」の中が「ル」のようになっているものは「ル四」と呼ばれ数が少なく希少価値があり、もう1つのありふれたタイプは「四」の中が角ばっており「角四」と呼ばれる。

## 富士一銭アルミ貨
- 品位：純アルミニウム

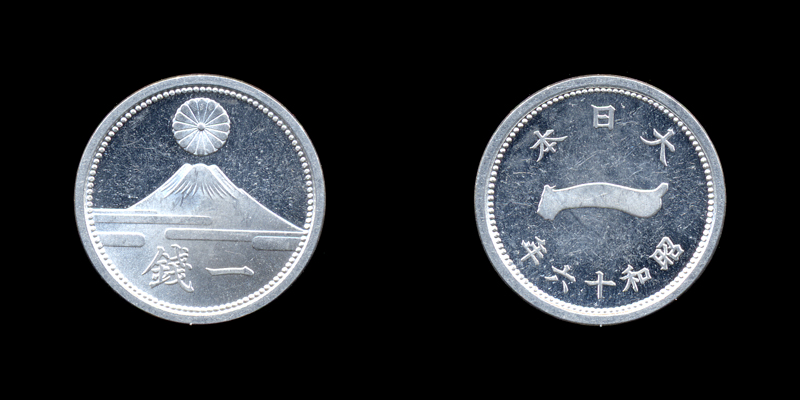
富士一銭アルミ貨

- 量目：0.65g→0.55g（1943年（昭和18年）後期）
- 直径：16mm
- 図柄：菊花紋章、富士山、「一錢」（表面）、「一」、「大日本」、年号（裏面）
- 周囲：平滑
- 発行開始：1941年（昭和16年）

戦争における航空機の重要性から、アルミニウムを節約するために量目を減じたもの。太平洋戦争の激化と戦況の悪化による物資不足に伴い、1943年（昭和18年）には量目の削減が行われた。そのため昭和18年銘のものには厚型の0.65gのものと薄型の0.55gのものの2種類が存在し、昭和16年銘・17年銘と合わせて年銘・量目により4種類に分けられることになる。また歴代の発行された7種類の一銭硬貨のうち、漢数字による額面金額の「一錢」の文字が唯一横書きとなっている。

## 一銭錫貨
- 品位：錫50%、亜鉛50%
- 量目：1.3g
- 直径：15mm

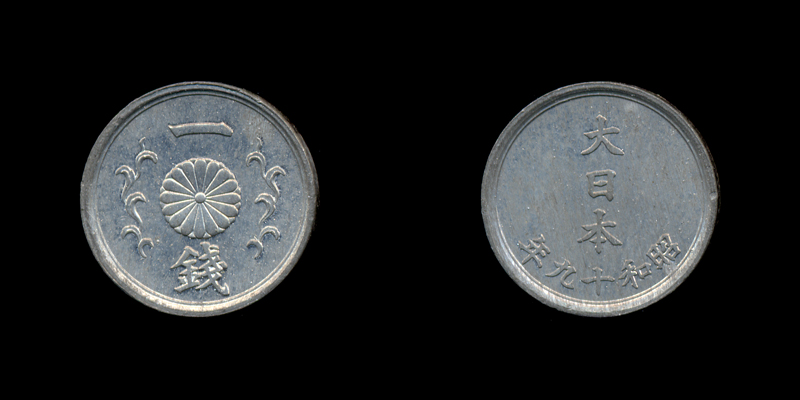
一銭錫貨（一銭錫亜鉛貨）

- 図柄：菊花紋章、唐草、「一錢」（表面）、「大日本」、年号（裏面）
- 周囲：平滑
- 発行開始：1944年（昭和19年）

当時の著しい戦況悪化による物資不足に伴い、アルミニウムを貨幣素材とする余裕もなくなったことから、当時の日本が占領下においた東南アジアで豊富に産出した錫を用いて製造したものである。同時期の十銭錫貨・穴あき五銭錫貨が錫に少量の亜鉛を混ぜた組成となっているのに対し、この一銭錫貨は錫と亜鉛を等量含むため、「一銭錫亜鉛貨」とも称されるが、いずれも本来貨幣には適さない金属であり、当時もはや貨幣素材としての適性を考慮する余裕がなかったことからこれらの錫貨がやむなく発行された。戦況が更に悪化すると錫の調達も困難な状況になったことから、十銭錫貨や穴あき五銭錫貨が発行開始と同年の1944年（昭和19年）のうちに製造中止となり、日本の造幣局は辛うじて一銭錫貨のみ製造を続けるという状況となった。
終戦後の1945年（昭和20年）8月にも製造されたが、その終戦後の製造分については、国名表記が「大日本」で戦前色の濃いデザインであるとの指摘がGHQからあったため発行されず鋳潰され、製造を終了した。以降、1銭単位の貨幣はインフレーションによってほとんど価値を失ったため、製造が再開されないまま1953年（昭和28年）に小額通貨整理法が制定され、この時一銭硬貨を含む銭・厘単位の硬貨・紙幣が全て通用停止となった。

## 未発行貨幣・試鋳貨幣等

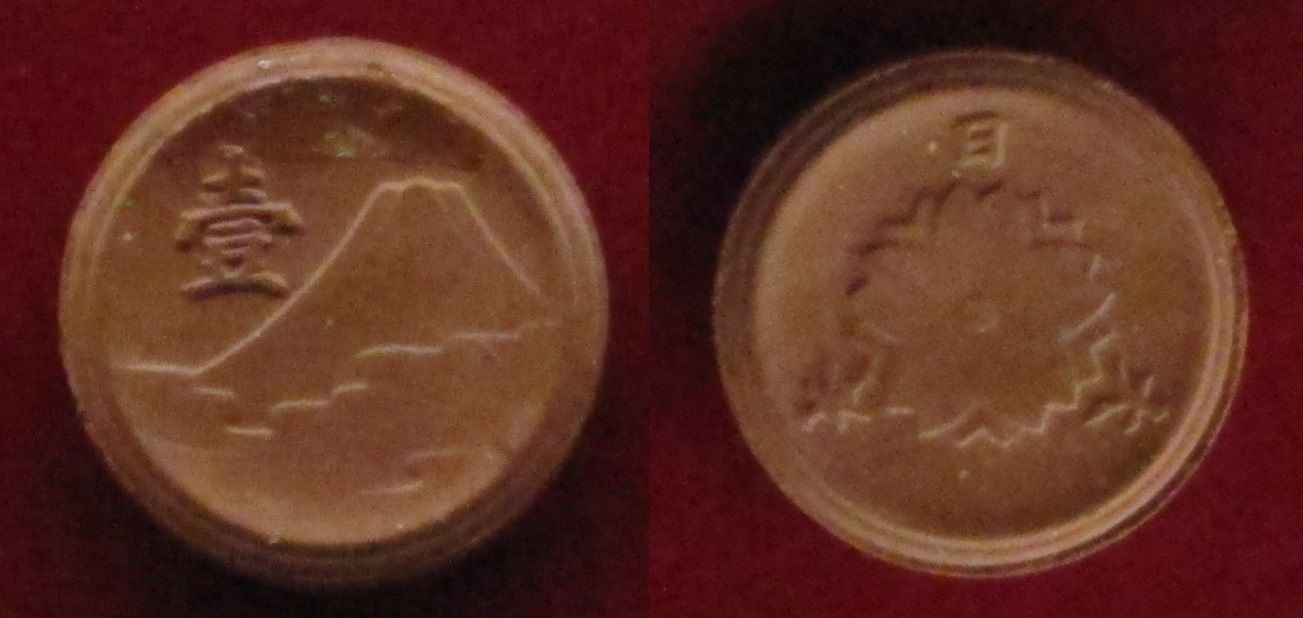
一銭陶貨

- 一銭銅貨（品位：銅98%・錫1%・亜鉛1%、直径：29.7mm、量目：9.8g） - 明治2年銘。片面には菊紋とその周囲に唐草と桐紋、もう片面には「太政官」の文字がある[3]。
- 一銭銅貨（品位：銅98%・錫1%・亜鉛1%、直径：29.7mm、量目：8.30g） - 明治2年銘。表面は1873年（明治6年）に発行されたものとほぼ同じだが、額面金額の表記が「一錢」と漢字となっている点が異なる。裏面は旭日と「以百枚換一圓」の文字のみとなっている。加納夏雄の試作による。片切彫陰刻[4]。
- 一銭銅貨（品位：銅98%・錫1%・亜鉛1%、直径：29.1mm、量目：8.69g） - 明治2年銘。表裏のデザインは上の貨幣とほぼ同様だが、陽刻となっている点が異なる。これも加納夏雄の試作による。『日本貨幣カタログ』掲載。
- 一銭銅貨（品位：銅98%・錫1%・亜鉛1%、直径：27.8mm、量目：7.13g） - 明治3年銘。1871年（明治4年）に新貨条例で制定された当初のもの。表面は1873年（明治6年）に発行されたものとほぼ同じだが、額面金額の表記が「一錢」と漢字となっている点が異なる。裏面は菊花紋章・桐紋・菊枝と桐枝・「以百枚換一圓」のデザインとなっている。当時銅貨製造所は完成していなかったため、流通用として製造・発行はされず、試作のみとなった。
- 一銭青銅貨（品位：銅95%・錫4%・亜鉛1%、直径：27.878mm、量目：7.128g） - 明治30年銘。1897年（明治30年）に貨幣法で制定された当初のもの。表裏の図案は1873年（明治6年）発行の竜一銭銅貨と同じだが、竜図が裏面という扱いになり、材質も当時の世界の流れに合わせて銅98%の銅合金から銅95%の青銅に変更されている点が異なる。しかし法律による図案・規格の制定だけで、実物の製造は試作すら行われなかった。稲一銭青銅貨の改正前に当たる。
- 一銭アルミ貨 - 明治39年銘。稲一銭青銅貨と同図案。
- 一銭青銅貨（品位：銅95%・錫4%・亜鉛1%、直径：23.33mm、量目：3.79g） - 有孔。明治41年銘。表面は「一錢」と稲穂、裏面は八稜形・旭光線・「大日本」・「1SEN」の文字と年号のデザイン[4]。
- 一銭青銅貨（品位：銅95%・錫4%・亜鉛1%、直径：23.74mm、量目：4.16g） - 明治44年銘。表面は「一錢」と抱き合わせ稲、裏面は旭日と「大日本」・「1SEN」の文字と年号のデザイン[3]。
- 一銭青銅貨（品位：銅95%・錫4%・亜鉛1%、直径：23.63mm、量目：4.16g） - 大正4年銘。表面は「一錢」・旭光線・桐紋、裏面は「大日本」と四角い枠で囲まれた「1 SN.」の文字と年号のデザイン[3]。
- 一銭青銅貨（品位：銅95%・錫4%・亜鉛1%、直径：23.63mm、量目：4.80g） - 大正4年銘。表面は横書きの「一錢」と桐、裏面は旭日と「大日本」・「1 SN.」の文字と年号のデザイン[3]。
- 一銭青銅貨（品位：銅95%・錫4%・亜鉛1%、量目：3.75g） - 大正5年銘。表面は菊紋・桐・瑞雲と分銅形の中に「一錢」の文字の組み合わせ、裏面は旭日と「大日本」・「1 SN.」の文字と年号のデザイン[3]。
- 一銭青銅貨（品位：銅95%・錫4%・亜鉛1%、量目：3.71g） - 大正5年銘。表面は1916年（大正5年）に実際に発行されたものとほぼ同じだが、左右に桐紋がある点が異なる。裏面は旭日と「大日本」の文字と年号のデザイン[3]。
- 一銭青銅貨 - 大正4年銘。表面は横書きの「一錢」の文字と桐・唐草、裏面は旭日と「大日本」・「1 SN.」の文字と年号のデザイン。
- 一銭青銅貨 - 大正5年銘。表面は桐の絵柄のみ、裏面は「一錢」「大日本」と年号。
- 一銭黄銅貨（品位：銅90%・亜鉛10%、直径：23.03mm、量目：3.75g） - 昭和13年銘。表面は額面金額の「一錢」と菊花紋章・桐図、裏面は八咫烏と「大日本」と年号のデザイン。発行されたカラス一銭黄銅貨と同じ材質だが、裏面の八咫烏のデザインに変化がある[3]。
- 一銭不銹鋼貨 - 昭和13年銘。1938年（昭和13年）発行のカラス一銭黄銅貨と同様のデザイン。「不銹鋼」はステンレスのこと。
- 一銭白銅貨 - 昭和13年銘。1938年（昭和13年）発行のカラス一銭黄銅貨と同様のデザインで白銅で製作したもの。
- 一銭アルミ貨（直径：20mm） - 昭和13年銘。1938年（昭和13年）発行のカラス一銭アルミ貨と同様のデザインで、直径のみ異なる。
- 一銭アルミ貨（直径：23mm） - 昭和13年銘。1938年（昭和13年）発行のカラス一銭アルミ貨と同様のデザインで、直径のみ異なる。
- 一銭陶貨（品位：三間坂粘土60%・泉山石15%・赤目粘土15%・その他10%、直径：15mm、量目：0.8g） - 年銘なし、1945年（昭和20年）製造。表面は「壹」の文字と富士山、裏面は桜と「大日本」の文字のデザイン（表裏のデザインは他にも数種あり）。戦局の悪化に伴って貨幣素材とする金属が極端に不足したために製造されたもの。佐賀県有田町・協和新興陶器有限会社及び京都・瀬戸にて大量に製造されたが、発行するには十分な量と言えないことから発行が見合わせられ、そのまま終戦を迎えたため、結局発行されなかった。日本の発行されなかった貨幣の中では現存数が最も多い。